# بخش میلاجرد
بخش میلاجرد یکی از بخش‌های شهرستان کمیجان در استان مرکزی ایران است. میلاجرد تنها شهر این بخش است.

## تقسیمات کشوری
- دهستانهای بخش میلاجرد 
  - دهستان خسروبیک
  - دهستان میلاجرد

## دهستان خسروبیگ
دهستان خسروبیگ از ۲۳ روستا به نامهای ذیل می باشد.
نام روستا---- تعداد خانوار---- جمعیت (۱۳۸۵)
۱- آمره----۱۵۳---- ۵۸۵
۲-چهرقان----۳۶۵---- ۱۸۶۱
۳-خسروبیگ----۴۰۸----۲۰۳۷
۴-خیر آباد----۲۰----۸۶
۵-سبزآباد----۲۳----۱۴۹
۶-سردرآباد----۲۵----۱۰۴
۷-سوران----۸۲----۳۷۷
۸-سیجان----82----410
۹-شادقلعه----۱۰----۴۰
۱۰-عاصم آباد----۶----۱۳
۱۱-علی آباد----۲۹----۱۶۲
۱۲-فریس آباد----۱۹----۹۰
۱۳-قره گل----۴----۱۲ 
۱۴-محمود آباد----۱۵۷----۷۱۴
۱۵-ولیدآباد----۳۳----۱۷۳
۱۶-ولازجرد----۱۵----۷۱
۱۷-ینگه ملک----۱۱۷----۶۵۱
۱۸-استهری۱۹-حسن آباد۲۰-رحمت آباد۲۱-سیدآباد۲۲-گشنه آباد۲۳-جعفرآباد

## دهستان میلاجرد
دهستان میلاجرد از ۱۲ روستا به نامهای ذیل تشکیل شده است.
نام روستا----تعداد خانوار----جمعیت (۱۳۸۵)
۱-آقچه کهریز----۱۴----۸۶
۲-امام زاده عباس---۲۰۴----۱۰۹۳
۳-پرکک----۳----۲۲
۴-جعفرآباد----۲----۱۸
۵-حسین آباد----۱۴۵----۷۳۲
۶-سلوکلو----۲۹----۱۷۰
۷-فامرین----۱۸۵----۸۴۹
۸-مهدی آباد----۳۸----۱۸۹
۹-نهرپشته----۸۰----۸۴۹
۱۰-خان آباد (خاتم آباد)-۶۵----۳۶۷
۱۱-ابراهیم آباد۱۲-اکبرآباد

## جمعیت
بنابر سرشماری مرکز آمار ایران، جمعیت بخش میلاجرد در سال ۱۳۸۵ برابر با ۱۸۵۵۰ نفر بوده است.